# Caroline Jokris
 (juin 2011).
Si vous disposez d'ouvrages ou d'articles de référence ou si vous connaissez des sites web de qualité traitant du thème abordé ici, merci de compléter l'article en donnant les références utiles à sa vérifiabilité et en les liant à la section « Notes et références ».
Caroline Jokris est une artiste auteur-compositeur-interprète belgo-suisse née en Belgique le 22 juillet 1976.

## Biographie
Née de père inconnu et d'une mère ayant été déclarée inapte à élever un enfant,le juge de la jeunesse décidera que Caroline devra être placée en orphelinat. Juste avant ses 6 mois.
À 15 ans, elle commence à se produire sur scène, d'abord avec des reprises de chansons françaises mais aussi anglophones, puis avec ses propres compositions. Elle enregistre en même temps son premier album qu'elle compose entièrement.
Son titre Mon ange sera classé numéro 2 au Canada[réf. nécessaire]. À 20 ans, elle enregistre son deuxième album. En 2006, son titre Nicola lui vaudra d'être nommée en 2007 en tant que « révélation de l'année » aux Femmes de Cristal.
C'est cette même année qu'elle est sélectionnée pour se produire sur la scène de l'Olympia à Paris en première partie de plusieurs artistes[Lesquels ?].
Elle fait alors la connaissance de Michael Jones qu'elle affectionne tout particulièrement depuis la sortie du premier opus Fredericks Goldman Jones, et qui se proposera de collaborer à un des titres du nouvel album. Leur duo sera mis en ligne en avril 2010 sur Akamusic, label dont les internautes sont les producteurs et où ils obtiendront les fonds nécessaires à l'enregistrement définitif du single Étrange liaison qui sera diffusé en Belgique, France, Suisse et au Canada.

## Discographie

### Albums
| Album        | Date de sortie |
| ------------ | -------------- |
| A celui...   | 1994           |
| Sans détours | 1998           |

### Singles
| Titre                                    | Date de sortie |
| ---------------------------------------- | -------------- |
| Le signal                                | 1994           |
| Puisque tu l'aimes encore                | 1994           |
| Ma délivrance                            | 1994           |
| Fou                                      | 1994           |
| Quand tout s'en ira                      | 1995           |
| J'ai rêvé                                | 1995           |
| Hymne à l'amour                          | 1995           |
| Mon ange                                 | 1996           |
| Tu es là                                 | 1996           |
| Partir ailleurs                          | 1997           |
| Sûre de nous                             | 1998           |
| Je danse avec les fantômes               | 1997           |
| Ma vie sans la tienne                    | 1998           |
| Rien entre nous                          | 1998           |
| L'enfant sage                            | 1997           |
| '                                        |                |
|                                          |                |
| À quoi tu penses ?                       | 1998           |
| Ton absence                              | 1998           |
| Nicola                                   | 2006           |
| Je t'attendrai                           | 2007           |
| Étrange Liaison (duo avec Michael Jones) | 2010           |
| Par Amour                                | 2010           |
| Week-end à Rome                          | 2011           |